# Temporada 1963-1964 del FC Barcelona
Les dades més destacades de la temporada 1963-1964 del Futbol Club Barcelona són les següents:

## 1964

### Març
- 29 març - 27a. jornada de Lliga. El Barça cau davant el Real Madrid (1-2) al Camp Nou i s'acomiada pràcticament de les seves possibilitat de guanyar el títol. Zaldúa marca pels blaugrana mentre que Gento i Puskas ho fan pels blancs, que tornen a Madrid amb 5 punts d'avantatge sobre els homes de César.
- 22 març - 26a. jornada de Lliga. Empat del Barça davant l'Elx (0-0) a Altabix. El Real Madrid supera en tres punts als blaugrana.
- 18 març - 25a. jornada de Lliga. Victòria del Barça sobre l'Athletic de Bilbao (2-1), amb dos gols de Pereda, que remunten l'inicial del biscaí Aguirre.
- 15 març - 24a. jornada de Lliga. Derrota del Barça al Carlos Tartiere enfront del Reial Oviedo (2-1) amb gol blaugrana de Zaballa. El Real Madrid queda sol al front de la classificació amb dos punts més que el Barça.

### Febrer
- 2 febrer - 19a. jornada de Lliga. La derrota mínima del Barça al Metropolitano (1-0) permet que el Reial Madrid l'atrapi al front de la classificació.

## 1963

### Novembre
- 24 novembre - 10a. jornada de Lliga: El Barça perd davant l'Athletic Club a San Mamés (2-0). Tot i així, conserva el lideratge amb el Reial Madrid a només un punt.

### Octubre
- 15 octubre - Recopa d'Europa. Setzens de final. Tornada. El Barça s'imposa al Camp Nou al Shelbourne FC (3-1). Els irlandesos, que juguen quasi tot el partit amb un home menys per lesió, s'avancen de penal, però els gols de Kocsis, Fusté i Re deixen les coses al seu lloc.

### Setembre
- 24 setembre - Recopa d'Europa. Setzens de final. Anada. El Barça debuta a la Recopa amb una victòria a Dublin davant el Shelbourne FC (0-2). Marquen Zaldúa i Pereda.
- 8 setembre - El campió mexicà Oro s'imposa al Barça (2-1) en el darrer partit de la gira asteca. L'equip de César juga tota la segona meitat amb deu homes per expulsió de Pereda
- 6 setembre - Contundent victòria sobre l'Universidad (1-6) en el segon partit de la gira blaugrana per terres mexicanes
- 4 setembre - Davant 80.000 espectadors el Barça empata amb el Guadalajara (1-1) en el primer partit de la gira mexicana
- 3 setembre - Ladislao Kubala després de fitxar per l'Espanyol declara que si un dia s'enfronta al Barcelona, els blaugrana serán els seus adversaris mai els seus enemics.
- 2 setembre - El primer equip barcelonista surt de l'aeroport de Barajas per iniciar la seva gira per Mèxic.
- 1 setembre - El Barça s'imposa al València CF (4-1) en el partit de consolació del Trofeu Ramon de Carranza, amb destacada actuació de l'ariet blaugrana Cayetano Re que aconsegueix tres gols.

### Agost
- 31 agost - Debut del Barça al IX Trofeu Ramón de Carranza amb derrota (2-3) sobre el bicampió europeu Benfica de Lisboa. Re i Zaldúa marquen pels blaugrana
- 25 agost - Amistós del Barça amb victòria sobre el CE Mataró (0-9) en partit inclòs dintre dels actes commemoratius de les Noces d'Or del club maresmenc.

## Plantilla[1][2]
| Porters - José Manuel Pesudo - Salvador Sadurní - Ismael Comas | Defenses - Ferran Olivella - Sígfrid Gràcia - Foncho - Julio César Benítez - Eladi Silvestre - Rodri | Centrecampistes - Joan Segarra - Enric Gensana - Martí Vergés - Jesús Garay - Josep Maria Fusté - Ramón de Pablo Marañón - Ramon Montesinos | Davanters - Sandor Kocsis - Jesús Pereda - Pedro Zaballa - José Antonio Zaldúa - Vicente González - Cayetano Re - Luis Alberto Cubilla - Fernand Goyvaerts - Lluís Vidal - Antoni Camps |

## Classificació
- Lliga d'Espanya: Segona posició amb 42 punts (30 partits, 19 victòries, 4 empats, 7 derrotes, 74 gols a favor i 38 en contra).
- Copa d'Espanya: Semifinalista. Eliminà el CD Tenerife, Córdoba CF, RCD Espanyol, però fou derrotat pel Reial Saragossa.
- Recopa d'Europa de futbol: Vuitens de final.

## Resultats
| PARTITS |
| --- |
| 25-08-63. AMISTÓS MATARO-BARCELONA 0-9 31-08-63 . IX "RAMON DE CARRANZA" BENFICA-BARCELONA 3-2 01-09-63 . "RAMON DE CARRANZA" BARCELONA-VALENCIA 4-1 03-09-63. AMISTÓS GRANENET-BARCELONA 3-4 03-09-63 . GIRA SUDAMERICANA GUADALAJARA MEXICO-BARCELONA 1-1 05-09-63 . GIRA SUDAMERICANA DEPORTIVO UNIVERSITAD MEXICO-BARCELONA 1-6 08-09-63 . GIRA A MEXICO ORO DE GUADAL-BARCELONA 2-1 14-09-63 . lIGA VALENCIA-BARCELONA 0-0 suspes 28 minuts 19-09-63. AMISTÓS EUROPA-BARCELONA 1-3 21-09-63. LLIGA BARCELONA-PONTEVEDRA 3-1 24-09-63. RECOPA SHELBOURNE-BARCELONA 0-2 26-09-63. AMISTÓS CALELLA-BARCELONA 3-5 29-09-63. LLIGA MURCIA-BARCELONA 1-5 06-10-63. LLIGA BARCELONA-ATLETICO MADRID 3-1 13-10-63. LLIGA ZARAGOZA-BARCELONA 2-0 15-10-63. RECOPA BARCELONA-SHELBOURNE 3-1 20-10-63. LLIGA BARCELONA-VALLADOLID 2-1 27-10-63. AMISTÓS BARCELONA-RACING PARIS 2-3 02-11-63. LLIGA BARCELONA-SEVILLA 6-0 06-11-63. AMISTÓS GIMNASTIC TARRAGONA-BARCELONA 0-8 10-11-63. LLIGA LEVANTE-BARCELONA 4-5 11-11-63. AMISTÓS OLOT-BARCELONA 4-5 13-11-63. LLIGA VALENCIA-BARCELONA 0-2 17-11-63. LLIGA BARCELONA-OVIEDO 2-1 20-11-63. RECOPA BARCELONA-HAMBURGO 4-4 24-11-63. LLIGA ATHLETIC BILBAO-BARCELONA 2-0 01-12-63. AMISTÓS BARCELONA-BOCA JUNIORS 1-2 07-12-63. LLIGA BARCELONA-ELCHE 3-0 11-12-63. RECOPA HAMBURGO-BARCELONA 0-0 15-12-63. LLIGA REAL MADRID-BARCELONA 4-0 18-12-63. RECOPA HAMBURGO-BARCELONA 3-2 22-12-63. LLIGA BARCELONA-CORDOBA 3-1 25-12-63 - AMISTÓS JUPITER-BARCELONA, 1-5 29-12-63. LLIGA ESPANYOL-BARCELONA 2-2 05-01-64. LLIGA BARCELONA-BETIS 4-1 12-01-64. LLIGA BARCELONA VALENCIA 4-0 19-01-64. LLIGA PONTEVEDRA-BARCELONA 0-2 21-01-64. AMISTÓS VILLANUEVA-BARCELONA 1-8 26-01-64. LLIGA BARCELONA-MURCIA 4-1 02-02-64. LLIGA ATLETICO MADRID-BARCELONA 1-0 08-02-64. LIGAИ ARCELONA-ZARAGOZA 3-3 11-02-64. AMISTÓS COMBINAT NACIONAL-BARCELONA 3-2 16-02-64. LLIGA VALLADOLID-BARCELONA 2-0 23-02-64. LLIGA SEVILLA-BARCELONA 1-1 01-03-64. LLIGA BARCELONA-LEVANTE 6-2 04-03-64. AMISTÓS CASTELLON-BARCELONA 2-2 15-03-64. LLIGA OVIEDO-BARCELONA 2-1 18-03-64. LLIGA BARCELONA-ATHLETIC BILBAO 2-1 22-03-64. LLIGA ELCHE-BARCELONA 0-0 30-03-64. LLIGA BARCELONA-REAL MADRID 1-2 31-03-64. AMISTÓS IGUALADA-BARCELONA 1-5 07-04-64. AMISTÓS ANDERLECHT-BARCELONA 4-2 12-04-64. LLIGA CORDOBA-BARCELONA 0-2 19-04-64. LLIGA BARCELONA-ESPANYOL 5-0 25-04-64. LLIGA BETIS-BARCELONA 2-3 30-04-64. AMISTÓS BARCELONA-GUADALAJARA 2-2 03-05-64. COPA GENERALISIMO BARCELONA-TENERIFE 7-0 06-05-64 - AMISTÓS BARCELONA - ANDERLECHT 3-0 10-05-64. COPA GENERALISIMO TENERIFE-BARCELONA 2-1 17-05-64. COPA GENERALISIMO CORDOBA-BARCELONA 1-2 20-05-64. COPA GENERALISIMO BARCELONA-CORDOBA 4-2 24-05-64. COPA GENERALISIMO BARCELONA-ESPANYOL 3-1 30-05-64. COPA GENERALISIMO ESPANYOL-BARCELONA 2-4 06-06-64. COPA GENERALISIMO BARCELONA-ZARAGOZA 3-2 21-06-64. AMISTÓS PALAFRUGELL-BARCELONA 1-7 25-06-64. AMISTÓS SABADELL-BARCELONA 4-2 28-06-64. COPA GENERALISIMO ZARAGOZA-BARCELONA 2-0 09-07-64. TORNEIG CUADRANGULAR RIVER PLATE-BARCELONA 5-1 12-07-64. TORNEIG CUADRANGULAR BOCA JUNIORS-BARCELONA 3-2 16-07-64. TORNEIG CUADRANGULAR BOTAFOGO-BARCELONA 2-0 19-07-64 . GIRA SUDAMERICANA TALLERES CORDOBA-BARCELONA 1-1 25-07-64 . GIRA SUDAMERICANA SPORTING CRISTAL-BARCELONA 2-2 29-07-64 . GIRA SUDAMERICANA ATLANTE MEXICO-BARCELONA 2-2 31-07-64 . GIRA SUDAMERICANA GUADALAJARA-BARCELONA 2-3 05-08-64 . GIRA SUDAMERICANA MONTERREY-BARCELONA 4-4 |